# جهاز حماية المنافسة ومنع الممارسات الاحتكارية (مصر)
جهاز حماية المنافسة ومنع الممارسات الاحتكارية هو جهاز حكومي مصري أنشئ طبقًا للقانون رقم 3 لسنة 2005، ويتبع رئاسة مجلس الوزراء.

## التشريعات المنظمة
- القانون رقم 3 لسنة 2005 في شأن إصدار قانون حماية المنافسة ومنع الممارسات الإحتكارية.[2]
  - التعديلات:
    - قانون رقم 190 لسنة 2008.[3]
    - قانون رقم 193 لسنة 2008.[4]
    - قانون رقم 56 لسنة 2014.[5]
    - قانون رقم 175 لسنة 2022.[6]

  - اللائحة التنفيذية:
    - قرار رئيس مجلس الوزراء رقم 1316 لسنة 2005.[7]
    - قرار رئيس مجلس الوزراء رقم 2957 لسنة 2010.[8]
    - قرار رئيس مجلس الوزراء رقم 1120 لسنة 2024.[9]

## اختصاصات الجهاز
- إرساء وتطبيق وتطوير قواعد المنافسة الحرة والتوعية بها، للنهوض بمستوى أداء الأسواق وتحقيق الكفاءة الاقتصادية بما يعود بالنفع على الاقتصاد القومي والمستهلك.
- اتخاذ إجراءات التقصي والبحث وجمع الاستدلالات وعمل الدراسات والأبحاث في السوق لكشف الممارسات الضارة بالمنافسة، إما عن طريق تلقى الشكاوى والبلاغات من الأشخاص أو تلقى طلبات الدراسة وإبداء الرأي من الحكومة أو عن طريق مبادرة من جانب الجهاز. كما يختص الجهاز بنشر ثقافة المنافسة في المجتمع والتنسيق مع الأجهزة التنظيمية للقطاعات الاقتصادية.
- تحقيق مناخ اقتصادي سليم يقوم على المنافسة العادلة ومبادئ السوق الحر من خلال تطبيق أحكام القانون ونشر ثقافة المنافسة في المجتمع المصري.
- إرساء وتطبيق وتطوير قواعد المنافسة الحرة من خلال مراقبة ممارسات الأشخاص العاملين في السوق، بما يسهم في تحقيق حرية المنافسة بين الشركات والأفراد وذلك للنهوض بمستوى أداء الأسواق وتحقيق الكفاءة الاقتصادية.

## الاتفاقات والممارسات التي يحظرها القانون
يحظر القانون بعض الأفعال التي يمكن أن يكون لها أثر سلبي على ممارسة النشاط الاقتصادي، ويتضمن ذلك:
- الاتفاقات بين الأشخاص المتنافسة في السوق المعنية (اتفاقات أفقية محظورة).
- الاتفاقات بين شخص وأي من مورديه أو أي من عملائه. (اتفاقات رأسية محظورة).
- إساءة استخدام الوضع المسيطر من جانب الشخص الذي يكون له سيطرة على السوق المعنية.

### الاتفاقات بين الأشخاص المتنافسة في السوق المعنية (مادة 6)
يحظر القانون بعض الاتفاقات والتعاقدات بين الأشخاص المتنافسة في السوق المعنية (علاقة أفقية بين أشخاص على نفس المستوى). وقد حدد القانون هذه الاتفاقات والتعاقدات على سبيل الحصر وهي:
- رفع أو خفض أو تثبيت أسعار البيع والشراء للمنتجات محل التعامل.
- اقتسام المنتجات أو تخصيصها على أساس من المناطق الجغرافية أو مراكز التوزيع أو نوعية العملاء أو السلع أو المواسم أو الفترات الزمنية.
- التنسيق فيما يتعلق بالتقدم أو الامتناع عن الدخول في المناقصات والمزايدات والممارسات وسائر عروض التوريد.
- تقييد عمليات التصنيع أو التوزيع.

و لقد اعتبر القانون الاتفاقات الأفقية في حد ذاتها جريمة وليس ما ينتج عنها من آثار. (per se rule) فالعبرة هي بإثبات الاتفاق وليس الضرر الناجم عنه.

### الاتفاقات الرأسية (مادة 7)
يحظر القانون الاتفاقات أو التعاقدات بين الشخص وأي من مورديه أو أي من عملائه (علاقة رأسية) إذا كان من شأنها الحد من المنافسة. وتضع اللائحة التنفيذية المعايير الواجب استخدامها من جانب الجهاز في تحديد الاتفاقات أو التعاقدات التي من شأنها الحد المنافسة وتشمل:
- مدى تأثير الاتفاق أو التعاقد على حرية المنافسة في السوق.
- وجود فوائد تعود على المستهلك من الاتفاق أو التعاقد.
- اعتبارات المحافظة على جودة المنتج أو سمعته، ومقتضايت الأمن والسلامة.
- مدى توافق شروط الاتفاق أو التعاقد مع الأعراف التجارية المستقرة في النشاط محل الفحص.

### إساءة استخدام الوضع المسيطر (المادتين 4 و 8)
يحظر القانون على الشخص الذي تتوافر له السيطرة على السوق المعنية إساءة استخدام هذه السيطرة. ويكون الشخص مسيطرا على السوق المعنية إذا توافرت له الشروط الثلاثة التالية مجتمعة:
- أن تتعدى حصته في السوق المعنية 25 %
- أن يكون له القدرة على إحداث تأثير فعال على الأسعار أو على حجم المعروض من المنتج في السوق المعنية
- ألا يكون لمنافسيه القدرة على الحد من ممارسات هذا الشخص في السوق المعنية.

وتجدر الإشارة إلى أن كبر حجم المنشأة لا يمثل مخالفة في حد ذاته، فقد تحتاج الشركات التجارية الكبيرة ذلك الحجم لتحقيق نفقات إنتاج اقل ولكي تتمكن من المنافسة بصورة فعالة في مواجهة المنافسين الأجانب والمحليين. ويهتم القانون فقط بإساءة استخدام الوضع المسيطر من قبل الأشخاص التي تمارس نشاطها الاقتصادي في السوق والذي والذي يمكن أن يترتب عليه ضرر بعملائهم أو مورديهم أو بالشركات الأخرى المنافسة.

## الممارسات التي يحظر على الشخص المسيطر إتيانها
- أي فعل من شانه أن يؤدى إلى عدم التصنيع أو الإنتاج أو التوزيع لمنتج لفترة زمنيه معينة.
- الامتناع عن إبرام صفقات بيع أو شراء منتج مع أي شخص أو وقف التعامل معه على نحو يؤدى إلى الحد من حريته في دخول السوق أو الخروج منه في أي وقت.
- أي فعل من شأنه أن يؤدى إلى الاقتصار على توزيع منتج دون غيره على أساس مناطق جغرافية أو مراكز توزيع أو عملاء أو مواسم أو فترات زمنية وذلك بين أشخاص ذوى علاقة رأسية بين بعضهم البعض.
- تعليق بيع منتجات أو خدمات على شرط قبول المشترى شراء منتجات أو خدمات غير مرتبطة بمحل التعامل الأصلي.
- التمييز بين بائعين أو مشترين تتشابه مراكزهم التجارية في أسعار البيع أو الشراء أو في شروط التعامل.
- الامتناع عن إنتاج أو إتاحة منتج شحيح متى كان إنتاجه أو إتاحته ممكنة اقتصادياً.
- أن يشترط على المتعاملين معه ألا يتيحوا لشخص منافس له استخدام ما يحتاجه من مرافقهم أو خدماتهم، رغم أن إتاحة هذا الاستخدام ممكن اقتصادياً.
- بيع منتجات بسعر يقل عن تكلفتها الحدية أو متوسط تكلفتها المتغيرة.
- إلزام مورد بعدم التعامل مع منافس.

وتضع اللائحة التنفيذية كافة الضوابط والإجراءات التي تكفل شرح المقصود بكل فعل من هذه الأفعال بما يمكن الجهاز من القيام بدوره في فحصها.

## العقوبات التي يقررها القانون
- يعاقب على كل مخالفة لأحكام المواد 6 و 7 و 8 من القانون بغرامة لا تقل عن مائة ألف جنيه، مصري ولا تجاوز ثلاثمائة مليون جنيه مصري، وذلك دون الإخلال بالمسئولية المدنية عن الأضرار الناجمة عن ارتكاب أي من الممارسات المحظورة.
- وينشر الحكم النهائي الصادر بالإدانة في الجريدة الرسمية وفي جريدتين يوميتين على نفقة المحكوم عليه.
- يعاقب المسئول على الإدارة الفعلية للشخص الاعتباري المخالف بذات العقوبات المقررة عن الأفعال التي ترتكب بالمخالفة لأحكام هذا القانون، إذا ثبت علمه بها وكان إخلاله بالواجبات التي تفرضها عليه تلك الإدارة قد أسهم في وقوع الجريمة.
- ويكون الشخص الاعتباري مسئولا بالتضامن عن الوفاء بما يحكم به من عقوبات مالية وتعويضات إذا كانت المخالفة قد ارتكبت من أحد العاملين به باسم الشخص الاعتباري أو لصالحه.

## طرق ضبط الاتفاقات والممارسات المخالفة للقانون
- مبادرة الجهاز بالفحص

يجوز للجهاز القيام بالدراسات والأبحاث لكشف حالات الاتفاقات والممارسات الضارة بالمنافسة والمبادرة باتخاذ إجراءات التقصي والبحث وجمع الاستدلالات. وفي حالة ثبوت مخالفة من المخالفات التي ورد بها نص في القانون يقوم الجهاز باتخاذ التدابير المناسبة بشأنها ويرفع تقريراً إلى الوزير المختص لطلب تحريك الدعوى الجنائية.
- التبليغات

يجوز لأي شخص إبلاغ الجهاز بأية مخالفة لأحكام هذا القانون.
على الجهاز إذا ثبت مخالفة الشخص لأحد الأحكام الواردة بالمواد 6 و 7 و 8 من القانون أن يكلف المخالف بتعديل أوضاعه وإزالة المخالفة فوراً أو خلال فترة يحددها مجلس إدارة الجهاز وأن يرفع تقريراً إلى الوزير المختص لطلب تحريك الدعوى الجنائية ضد المخالفين للقانون.

## خطوات فحص البلاغ
- يقدم البلاغ على النموذج المعد من الجهاز ويتم قيده في السجل الخاص بالتبليغات، ويعطى المبلغ إيصالاً برقم وتاريخ قيد البلاغ. ويمكن الحصول على نموذج البلاغ من خلال زيارة الموقع الإلكتروني الخاص بالجهاز www.eca.org.eg أو بالتوجه إلى مقر الجهاز.
- تعرض التبليغات على المدير التنفيذي للجهاز للتحقق من استيفائها للبيانات والمستندات المنصوص عليها في المادة (32) من اللائحة التنفيذية، وإحالة مـا يكون مستوفياً منها إلى الإدارة المختصة وإخطار رئيس الجهاز بذلك.
- تتولى الإدارة المختصة بالجهاز اتخاذ إجراءات التقصي والبحث وجمع الاستدلالات في التبليغات المحالة إليها من المدير التنفيذي، ويكون للعاملين بالجهاز ممن لهم صفة الضبطية القضائية اتخاذ الإجراءات التالية وذلك بعد الكشف عن هويتهم واطلاع صاحب الشأن عليها :

1. الاطلاع لدى أية جهة حكومية أو غير حكومية على الدفاتر والمستندات والحصول على المعلومات والبيانات اللازمة لفحص الحالات المعروضة على الجهاز.
2. الدخول خلال ساعات العمل الرسمية إلى أماكن أو مقار عمل الأشخاص الخاضعين للفحص وذلك بعد الحصول على إذن كتابي من المدير التنفيذي، ويجوز لهم الاستعانة برجال السلطة العامة إذا تطلب الأمر ذلك.
3. اتخاذ إجراءات جمع الاستدلالات اللازمة للفحص وسؤال أي شخص في شأن ارتكابه أية مخالفة لأحكام القانون.

- تقوم الإدارة المختصة بعد إتمام إجراءات التقصي والبحث وجمع الاستدلالات بإعداد تقرير بالرأي تقدمه إلى المدير التنفيذي للجهاز. ويقوم المدير التنفيذي بعرضه على مجلس الإدارة، مشفوعا برأيه، في أول جلسة تالية لتقديم التقرير إليه.
- على مجلس إدارة الجهاز عند ثبوت مخالفة لأحد الأحكام المنصوص عليها في المواد (6)، (7)، (8) تكليف المخالف بتعديل أوضاعه وإزالة المخالفة فورا أو خلال فترة زمنية يحددها المجلس، ورفع التقرير الخاص بالحالة المعروضة إلى الوزير المختص أو من يفوضه لاتخاذ إجراءات طلب رفع الدعوى الجنائية.
- يتولى المدير التنفيذي للجهاز إخطار الشخص أو الأشخاص ذوى الشأن بالقرار الذي ينتهي إليه مجلس الإدارة بشأن البلاغ وذلك بموجب كتاب موصى عليه مصحوب بعلم الوصول.

## وصلات خارجية
- الموقع الرسمي للجهاز